# Ruisseau Pockwock Branche Ouest
Pour les articles homonymes, voir Pockwock.
Le ruisseau Pockwock Branche Ouest (anglais : West Branch Pocwock Stream) est un affluent de la ruisseau Pockwock, coulant :
- au Québec (Canada) : dans la région administrative du Bas-Saint-Laurent, dans Kamouraska (municipalité régionale de comté), dans le territoire non organisé de Picard ;
- au Maine (États-Unis) : dans le comté d'Aroostook, dans les cantons T18 R13 Wels, T17 R14 Wels et T17 R13 Wels.

Son cours coule entièrement en région forestière dans une vallée enclavée de montagnes, surtout dans le Maine, au Sud-Est de la frontière canado-américaine. Son cours supérieur est situé au Nord-Est du Lac de l'Est (Kamouraska).
La branche Ouest se déverse sur la rive gauche du ruisseau Pockwock laquelle coule vers le sud-est jusqu'à un coude de du fleuve Saint-Jean. Ce dernier coule vers l'est, puis vers le sud-est en traversant tout le Nouveau-Brunswick et se déverse sur la rive Nord de la Baie de Fundy laquelle s'ouvre vers le sud-ouest sur l'océan Atlantique.
Le bassin versant du ruisseau Pocwock est accessible par quelques routes forestières.

## Géographie
La partie supérieure du ruisseau Pockwock débute dans les monts Notre-Dame, dans le territoire non organisé de Picard, dans la municipalité régionale de comté (MRC) de Kamouraska. 
À partir de la source en montagne, la branche Ouest du ruisseau Pockwock coule sur environ 15 km comme suit :
- vers le sud-est dans le territoire non organisé de Picard, jusqu'à la frontière entre le Québec et le Maine puis dans le Maine, jusqu'à une route forestière, traversant un dénivelé de 132 m;
- vers le sud dans une petite plaine forestière, jusqu'à la confluence de le ruisseau Pocwock, dans le canton T17 R14 Wels, du comté d'Aroostook. Cette confluence est située à au sud-est de la frontière canado-américaine;

## Toponymie
Le terme « Pocwock » est associé à la ruisseau Pockwock et à la ruisseau Pockwock Branche Est. 
Le toponyme « Ruisseau Pockwock Branche Ouest » a été officialisé le 7 août 1978 à la Commission de toponymie du Québec.